# يوهانس غايس
يوهانس غايس (بالألمانية: Johannes Geis) (مواليد 17 أغسطس 1993) هو لاعب كرة قدم ألماني ، يلعب حاليًا لنادي شالكه 04 الألماني في مركزي خط الوسط الدفاعي والمحوري.

## روابط خارجية
- يوهانس غايس على موقع الاتحاد الأوربي (الإنجليزية)
- يوهانس غايس على موقع قاعدة بيانات كرة القدم.إي يو (الإنجليزية)
- يوهانس غايس على موقع بيانات كرة القدم. دي إي (الألمانية)
- يوهانس غايس على موقع Soccerway.com (الإنجليزية)
- يوهانس غايس على موقع عالم كرة القدم.نت (الإنجليزية)
- يوهانس غايس على موقع AS.com (الإسبانية)